# Вито Корлеоне
Вито Корлеоне (на италиански: Vito Corleone) (7 декември 1891 - 25 юни 1955), роден с името Вито Андолини (Vito Andolini), е измислен персонаж, базиран на личността от книгата на Марио Пузо - Кръстникът („The Godfather“). Вито Корлеоне е добре познат и от трилогията на режисьора Франсис Форд Копола - Кръстникът, в чийто филм ролята се изпълнява от звездата на американското кино - Марлон Брандо, който получава Оскар за ролята. Във втория филм - Кръстникът II, ролята на младия дон Корлеоне се изпълнява от Робърт де Ниро. Кръстникът заема фамилното си име от родното си селце в Сицилия- Корлеоне.